# HMS Seahorse (98S)
L'HMS Seahorse è stato un sommergibile classe S, primo gruppo, della Royal Navy. Venne impostato il 14 settembre 1931, varato il 15 novembre 1932 ed entrò in servizio il 2 ottobre 1933.

## Servizio
Allo scoppio della seconda guerra mondiale si trovava inquadrato nella Seconda Flottiglia sottomarini della Home Fleet. Il 17 settembre 1939 dopo aver individuato il sommergibile tedesco U-36 nel Mare del Nord lanciò quattro siluri, senza che nessuno di questi raggiungesse il bersaglio.
Il 26 dicembre seguente salpò da Rosyth per una missione di pattuglia al largo delle coste occidentali della Danimarca. Dopo quattro giorni era previsto che si spostasse alla foce dell'Elba per poi tornare alla base il 9 gennaio 1940.
Una prima ipotesi sull'affondamento del sommergibile è che sia stato affondato dalla Prima Flottiglia di posamine tedesca che fece rapporto riguardo ad un forte attacco con bombe di profondità effettuato il 7 gennaio su un sommergibile non identificato. È anche possibile che il Seahorse sia stato affondato dal dragamine tedesco Sperrbrecher IV/Oakland a sud est di Helgoland il 29 dicembre precedente.